# Teoría de traslape angular
La teoría de traslape angular (TTA) es un modelo teórico que describe el traslape que existe entre los orbitales individuales del ligante y los orbitales del metal estimando la fuerza de interacción entre ellos. Esta teoría considera las interacciones sigma-pi donadoras y sigma-pi aceptoras para dar una mejor aproximación a la energía de enlace.
Esta teoría se denomina traslape angular debido a que el traslape depende del ángulo con el que el ligante se aproxima al metal, así como de los ángulos de los orbitales del metal.

## Historia
El origen de esta teoría se remonta al trabajo de Yamatera y McClure, quienes de forma independiente desarrollaron los principios de la teoría, la cual en un principio sólo consideraba las consecuencias energéticas de los enlaces π y σ, así como el desdoblamiento de los orbitales en una estructura octaédrica. El desarrollo de esta teoría para su aplicación en general a otras estructuras se llevó a cabo en varias etapas y fue independiente a los trabajos iniciales de Yamatera y McClure. La primera generalización para sistemas de enlace σ fue creada por Jørgensen, Pappalardo y Schmidtke, ellos realizaron un modelo desde el punto de vista de orbitales moleculares usando combinaciones lineales de los orbitales de los ligantes con los orbitales del metal, pero solo para sistemas con misma simetría y sin incluir elementos de matriz no diagonales. Más tarde Perkins y Crosby lo generalizaron también a elementos diagonales y no se preocuparon por la adaptación a la simetría. Schäffer y Jørgensen le dieron el nombre de modelo de traslape angular al generalizarlo a cualquier simetría y considerando los enlaces σ, π, ϐ y ρ. La matriz del traslape angular creada por Schäffer y Jørgensen calculó la función de los orbitales p y d; más tarde, al encontrar algunos casos especiales el modelo resultó ser de validez general encontrando las funciones de f y g.

## Geometría de coordinación
La geometría de coordinación brinda la información necesaria para comenzar a realizar el análisis de un complejo de coordinación con el método de traslape angular.
Se tienen tres geometrías que son las más vistas en un complejo de coordinación que son: bipirámide trigonal, tetraédrica y pirámide cuadrada.
Dependiendo de la geometría que tenga un complejo de coordinación, dependerá el número que sea asignado a sus ligantes. A continuación se muestra una tabla con el número de coordinación del complejo, la geometría que puede adoptar y los números asignados a sus ligantes dependiendo de su posición.
| NC | Geometría           | Posiciones       |
| -- | ------------------- | ---------------- |
| 2  | Lineal              | 1, 6             |
| 3  | Trigonal            | 2, 11, 12        |
| 3  | T-shape             | 1, 3, 5          |
| 4  | Tetraédrica         | 7, 8, 9, 10      |
| 4  | Cuadrado plano      | 2, 3, 4, 5       |
| 5  | Bipirámide trigonal | 1, 2, 6, 11, 12  |
| 5  | Pirámide cuadrada   | 1, 2, 3, 4, 5    |
| 6  | Octaédrica          | 1, 2, 3, 4, 5, 6 |

Conociendo las posiciones de los ligantes se puede comenzar a calcular la energía que existe en las diferentes interacciones que se presenten con el metal.

## Interacción σ
Para interpretar relativamente la fuerza de interacción entre los orbitales del metal (z2, x2-y2, xy, xz y yz) y un orbital p del ligante se utiliza la fuerza de interacción s del orbital dz2. La interacción entre estos orbitales da como resultado un orbital de enlace y otro de antienlace. La aproximación de las energías de los orbitales moleculares se determina por el incremento en el orbital de antienlace de es y un decremento en la energía del orbital de enlace es. 
Las energías relativas de interacción se muestran a continuación.
| Posición del ligante | z2  | x2-y2 | xy   | xz  | yz  |
| -------------------- | --- | ----- | ---- | --- | --- |
| 1                    | 1   | 1     | 0    | 0   | 0   |
| 2                    | 1/4 | 3/4   | 0    | 0   | 0   |
| 3                    | 1/4 | 3/4   | 0    | 0   | 0   |
| 4                    | 1/4 | 3/4   | 0    | 0   | 0   |
| 5                    | 1/4 | 3/4   | 0    | 0   | 0   |
| 6                    | 1   | 0     | 0    | 0   | 0   |
| 7                    | 0   | 0     | 1/3  | 1/3 | 1/3 |
| 8                    | 0   | 0     | 1/3  | 1/3 | 1/3 |
| 9                    | 0   | 0     | 1/3  | 1/3 | 1/3 |
| 10                   | 0   | 0     | 1/3  | 1/3 | 1/3 |
| 11                   | 1/4 | 3/16  | 9/16 | 0   | 0   |
| 12                   | 1/4 | 3/16  | 9/16 | 0   | 0   |

## Interacción π
Las interacciones pi se dan cuando existe una interacción entre un orbital pi ya sea de enlace o antienlace del ligante con un orbital del metal y éstas se separan en dos tipos diferentes, las pi aceptoras y pi donadoras.

### Aceptora
Las interacciones pi aceptoras presentan las interacciones más fuertes entre los orbitales dxy, dyz y dxz y un orbital pi de antienlace (π*), estas interacciones son denominadas interacciones π.
En una interacción pi aceptora los orbitales de antienlace del ligante aumentan su energía y los orbitales moleculares de enlace disminuyen su energía en 4eπ por cada electrón.
El cambio en la energía se calcula de la siguiente manera:

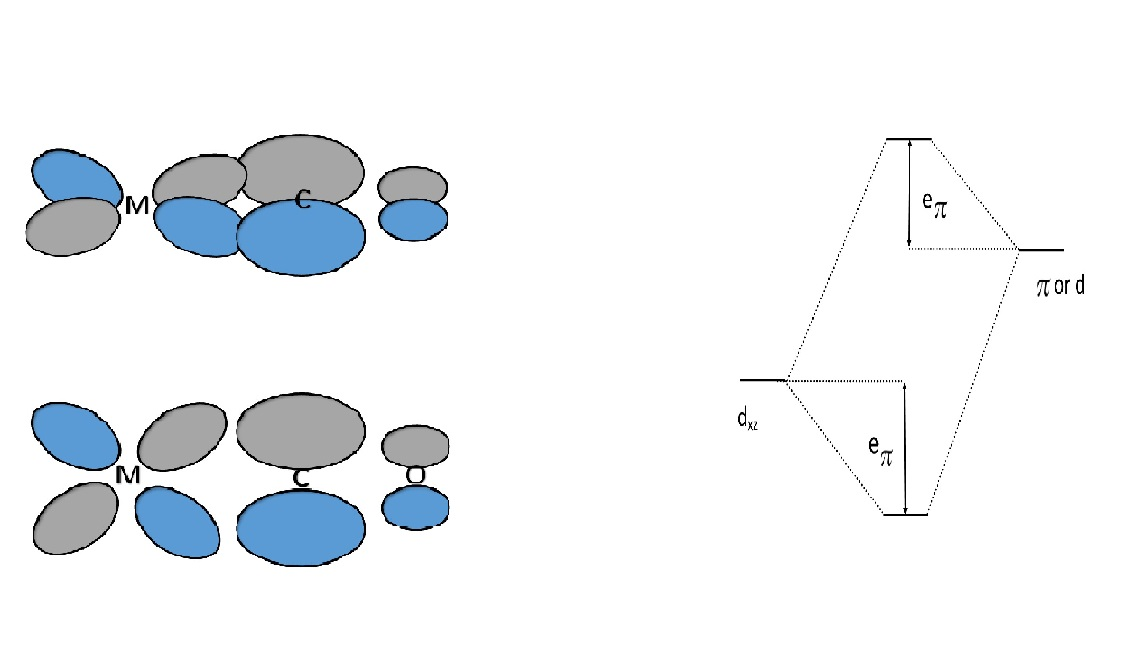
Interacción Pi aceptora

Δ0 = 3eσ + 4eπ

### Donadora
Las interacciones pi donadoras son muy parecidas a las pi aceptoras ya que las interacciones entre orbitales p, d o p ocupados del ligante y los orbitales d del metal tienen gran similitud a las p aceptoras. La diferencia que existe es que en este caso los orbitales d del metal aumentan su energía y los orbitales pi del ligante la disminuyen por lo que los ligantes pi donadores generan un cambio en la energía con signo opuesto, calculándose de la siguiente forma el cambio en la energía: 
Δ0 = 3eσ − 4eπ

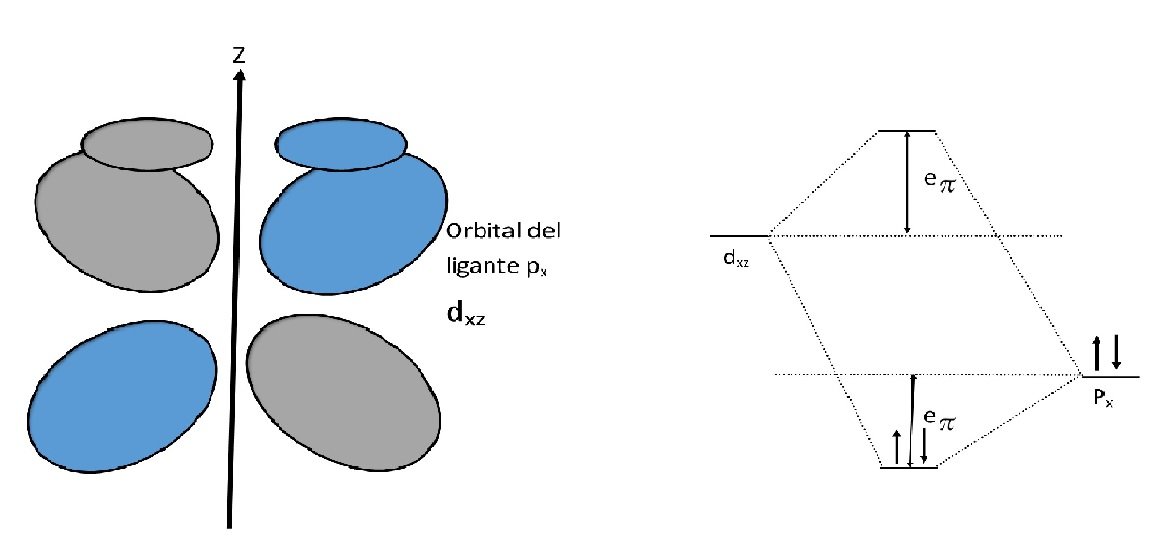
Interacción Pi donadora

Para obtener las energías relativas de interacción se utiliza la tabla que se muestra a continuación.
| Posición del ligante | z2  | x2-y2 | xy  | xz  | yz  |
| -------------------- | --- | ----- | --- | --- | --- |
| 1                    | 0   | 0     | 0   | 1   | 1   |
| 2                    | 0   | 0     | 1   | 1   | 0   |
| 3                    | 0   | 0     | 1   | 0   | 1   |
| 4                    | 0   | 0     | 1   | 1   | 0   |
| 5                    | 0   | 0     | 1   | 0   | 1   |
| 6                    | 0   | 0     | 0   | 1   | 1   |
| 7                    | 2/3 | 2/3   | 2/9 | 2/9 | 2/9 |
| 8                    | 2/3 | 2/3   | 2/9 | 2/9 | 2/9 |
| 9                    | 2/3 | 2/3   | 2/9 | 2/9 | 2/9 |
| 10                   | 2/3 | 2/3   | 2/9 | 2/9 | 2/9 |
| 11                   | 0   | 3/4   | 1/4 | 1/4 | 3/4 |
| 12                   | 0   | 3/4   | 1/4 | 1/4 | 3/4 |

## Comparación con otras teorías
Una teoría electrónica debe ser capaz de explicar la estructura, espectro electrónico, propiedades magnéticas, distorsiones de la simetría, estabilidad y las propiedades cinéticas y fisicoquímicas.
La teoría de enlace de valencia aun cuando es sencilla e indica las propiedades estructurales y magnéticas de diversos complejos, tiene grandes limitaciones. Esta teoría al no considerar los estados excitados no suministra información de todas las estructuras, ni de espectros o aspectos cinéticos. La Teoría de Campo Cristalino (TCC) considera a los ligantes como cargas puntuales que interaccionan con los orbitales d del metal y es capaz de explicar las distorsiones a las geometrías regulares así como el comportamiento magnético y cinético, pero desconoce la presencia de los orbitales de los ligantes por lo que el enlace π no es considerado.
La teoría de orbitales moleculares es más completa, pero requiere de cálculos complicados que involucran un gran número de aproximaciones, es por esto que en la práctica se usa más la Teoría de Campo Ligante (TCL), en esta teoría se mantiene la simplicidad de la TCC pero se incluyen los orbitales de los ligantes y se incluyen los enlaces M-L, σ y π.
Por otra parte la Teoría de Traslape Angular tiene una simplicidad similar a la de campo ligante, con la ventaja de considerar la modificación de cada orbital del ligante de forma independiente y su aportación a la modificación de los orbitales del metal, dependiendo de la orientación del ligante. De esta forma se consideran enlaces σ -π donadores y σ -π aceptores de forma más flexible y prácticamente en cualquier estructura.